# Тюли (Чечня)
Тюли (чечен. ТӀуьйли) — покинутый аул в Итум-Калинском районе Чеченской Республики.

## География
Расположен на правом берегу реки Тюалой, на границе с Грузией, к юго-западу от районного центра Итум-Кали.
Ближайшие населённые пункты и развалины бывших аулов: на севере — бывший аул Чамги, на северо-востоке — бывшие аулы Кент, Хангихой и Кирбаса, на северо-западе — бывший аул Тоги.